# Kha Kiều
Kha Kiều (chữ Hán giản thể: 柯桥区, phồn thể: 柯橋區, âm Hán Việt: Kha Kiều khu) là một quận thuộc địa cấp thị Thiệu Hưng, tỉnh Chiết Giang, Cộng hoà Nhân dân Trung Hoa. Quận Kha Kiều có diện tích 1196 km2, dân số là 720.000 người. Về mặt hành chính, quận này được chia thành 4 nhai đạo, 15 trấn, 19 xã khu. Tổng cộng có 41 dân cư khu, 754 thôn hành chính. Mã số bưu chính của quận Kha Kiều là 312030, mã vùng điện thoại là 0575.